# Article 41 de la Constitution belge
 (juillet 2025).
La mise en forme du texte ne suit pas les recommandations de Wikipédia : il faut le « wikifier ».
Les points d'amélioration suivants sont les cas les plus fréquents. Le détail des points à revoir est peut-être précisé sur la page de discussion.
- Les titres sont pré-formatés par le logiciel. Ils ne sont ni en capitales, ni en gras.
- Le texte ne doit pas être écrit en capitales (les noms de famille non plus), ni en gras, ni en italique, ni en « petit »…
- Le gras n'est utilisé que pour surligner le titre de l'article dans l'introduction, une seule fois.
- L'italique est rarement utilisé : mots en langue étrangère, titres d'œuvres, noms de bateaux, etc.
- Les citations ne sont pas en italique mais en corps de texte normal. Elles sont entourées par des guillemets français : « et ».
- Les listes à puces sont à éviter, des paragraphes rédigés étant largement préférés. Les tableaux sont à réserver à la présentation de données structurées (résultats, etc.).
- Les appels de note de bas de page (petits chiffres en exposant, introduits par l'outil «  Source ») sont à placer entre la fin de phrase et le point final[comme ça].
- Les liens internes (vers d'autres articles de Wikipédia) sont à choisir avec parcimonie. Créez des liens vers des articles approfondissant le sujet. Les termes génériques sans rapport avec le sujet sont à éviter, ainsi que les répétitions de liens vers un même terme.
- Les liens externes sont à placer uniquement dans une section « Liens externes », à la fin de l'article. Ces liens sont à choisir avec parcimonie suivant les règles définies. Si un lien sert de source à l'article, son insertion dans le texte est à faire par les notes de bas de page.
- La présentation des références doit suivre les conventions bibliographiques. Il est recommandé d'utiliser les modèles {{Ouvrage}}, {{Chapitre}}, {{Article}}, {{Lien web}} et/ou {{Bibliographie}}. Le mode d'édition visuel peut mettre en forme automatiquement les références.
- Insérer une infobox (cadre d'informations à droite) n'est pas obligatoire pour parachever la mise en page.

Pour une aide détaillée, merci de consulter Aide:Wikification.
Si vous pensez que ces points ont été résolus, vous pouvez retirer ce bandeau et améliorer la mise en forme d'un autre article.
L'article 41 de la Constitution de la Belgique fait partie du titre III « des pouvoirs ». Il a été modifié le 26 mars 2005
.

## Texte de l'article actuel
« Les intérêts exclusivement communaux ou provinciaux sont réglés par les conseils communaux ou provinciaux, d'après les principes établis par la Constitution.

La règle visée à l’article 134 définit les compétences, les règles de fonctionnement et le mode d'élection des organes territoriaux intracommunaux pouvant régler des matières d'intérêt communal.
Ces organes territoriaux intracommunaux sont créés dans les communes de plus de 100 000 habitants à l'initiative de leur conseil communal. Leurs membres sont élus directement. En exécution d'une loi adoptée à la majorité définie à l'article 4, dernier alinéa, le décret ou la règle visée à l'article 134 règle les autres conditions et le mode suivant lesquels de tels organes territoriaux intracommunaux peuvent être créés.
Ce décret et la règle visée à l'article 134 ne peuvent être adoptés qu'à la majorité des deux tiers des suffrages émis, à la condition que la majorité des membres du Parlement concerné se trouve réunie.

Les matières d'intérêt communal ou provincial peuvent faire l'objet d'une consultation populaire dans la commune ou la province concernée. La règle visée à l’article 134 règle les modalités et l'organisation de la consultation populaire.  »
— Article 41 de la Constitution